# Дзасохов Олександр Сергійович
Олександр Сергійович Дзасохов (рос. Александр Сергеевич Дзасохов; 3 квітня 1934, Орджонікідзе, Північно-Осетинська Автономна РСР, Російська РФСР) — радянський компартійний номенклатурний службовець, російський політик, державний діяч, дипломат, доктор політичних наук. Член ЦК КПРС у 1990—1991 роках. Член Політбюро і секретар ЦК КПРС з 13 липня 1990 по 23 серпня 1991 року. Народний депутат СРСР (1989—1991). Депутат Державної Думи РФ 1—2-го скликань. Член Ради Федерації Федеральних Зборів РФ (2005—2010).

## Життєпис
Народився в родині дрібного залізничного службовця. Член КПРС з 1957 року. У 1957 році закінчив Північно-Кавказький гірничо-металургійний інститут.
- З 1957 року — 1-й секретар Орджонікідзевського міського комітету ВЛКСМ.
- З 1958 року — відповідальний організатор ЦК ВЛКСМ.
- З 1961 року — відповідальний секретар Комітету молодіжних організацій СРСР.
- У 1963—1964 роках — керівник групи молодих радянських спеціалістів на Кубі.
- З 1964 року — радянський представник у Міжнародному підготовчому комітеті ІХ Всесвітнього фестивалю молоді і студентів в Алжирі.
- З 1965 року — відповідальний секретар Комітету молодіжних організацій СРСР.
- З 1966 року — заступник, 1-й заступник голови Комітету молодіжних організацій СРСР.
- У 1967—1986 роках — відповідальний секретар, заступник, згодом перший заступник голови «Радянського Комітету  солідарності з країнами Азії та Африки» — неофіційна філія Закордонного відділу ЦК КПРС та ПДУ КДБ в «Організації солідарності народів Азії і Африки», міжурядовому органі країн, що недавно були колоніями.
- У 1973 році захистив в Академії суспільних наук при ЦК КПРС дисертацію на здобуття ученого ступеня кандидата історичних наук на тему «Рух солідарності народів Азії і Африки — важливий суспільно-політичний фактор антиімперіалістичної боротьби».
- 24 вересня 1986 — 27 січня 1989 року — надзвичайний і повноважний посол СРСР в Сирії
- 26 листопада 1988 — 24 лютого 1990 року — перший секретар Північно-Осетинського обласного комітету КПРС
- З 1989 — депутат Верховної Ради СРСР та член її Президії.[2]
- З лютого 1990 року — голова Комітету Верховної Ради СРСР із міжнародних справ.
- На XXVIII з'їзді КПРС у липні 1990 року обраний членом Політбюро та секретарем ЦК КПРС. Як секретар ЦК КПРС був активним учасником серпневого путчу ДКНС в 1991 на боці заколотників.
- З грудня 1993 по 1998 рік — депутат Державної Думи РФ.
- 30 січня 1998 — 7 червня 2005 року — президент Республіки Північна Осетія-Аланія. Під час захоплення дітей у школі терористами знаходився в «штабі антитерористичної операції» Беслані.
- У 2005—2010 роках — член Ради Федерації Федеральних Зборів РФ.
- Член опікунської ради Фонду «Русский мир».[2]

## Нагороди і звання
- орден «За заслуги перед Вітчизною» ІІ ст. (Російська Федерація) (30.03.2004)
- орден «За заслуги перед Вітчизною» ІІІ ст. (Російська Федерація) (17.03.2001)
- орден «За заслуги перед Вітчизною» IV ст. (Російська Федерація) (23.04.2009)
- орден Пошани (Російська Федерація) (2.05.2019)
- орден Олександра Невського (Російська Федерація) (27.02.2019)
- орден Жовтневої Революції (1981)
- орден Трудового Червоного Прапора (1971)
- орден Дружби народів (1984)
- регіональні та іноземні ордени
- медалі